# Karliwka
Karliwka (ukrainisch Карлівка; russisch Карловка Karlowka) ist eine Stadt in der zentralukrainischen Oblast Poltawa mit etwa 15.400 Einwohnern. Sie liegt am Ufer des Flusses Ortschyk.

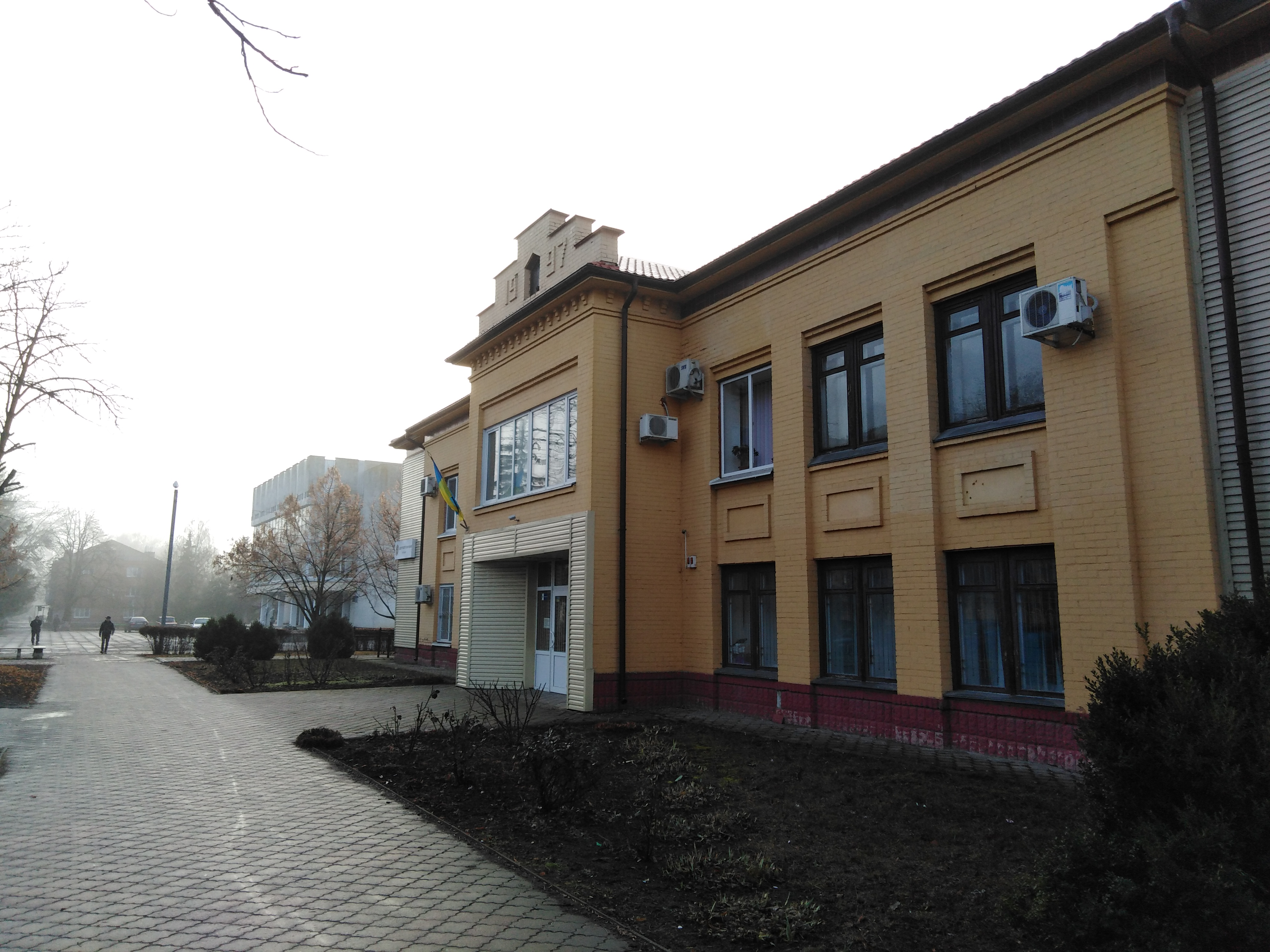
Straße in Karliwka

## Geschichte
Karliwka wurde Ende des 17. Jh. bzw. Anfang des 18. Jh. gegründet. Zunächst entwickelte sich der Ort nur langsam und wuchs bis 1897 auf 3.600 Einwohner an. In der Sowjetzeit wurde die Industrie stark ausgebaut, so dass Karliwka einen rasanten Aufschwung nahm. So hatte der Ort 1939 bereits 10.300 Einwohner. Das Wachstum setzte sich auch nach dem Zweiten Weltkrieg fort, so dass Karliwka, welches 1957 den Status einer Stadt erhielt, bis 1989 auf 20.059 Einwohner anwuchs. Im Zuge der Transitionskrise ist die Bevölkerung aber um über 10 % auf 17.658 Einwohner (2003) zurückgegangen, bis 2022 auf 14.045.
Bis Juli 2020 war Karliwka der Verwaltungssitz eines gleichnamigen Rajons.
Im Zuge des Russisch-Ukrainischen Kriegs traf im Mai 2023 eine russische Rakete einen Staudamm im Gebiet Karliwka.

## Wirtschaft, Bildung und Verkehr
Der wirtschaftliche Schwerpunkt Karliwkas liegt auf dem Maschinenbau und der Nahrungsmittelindustrie. Die Stadt verfügt über eine Berufsschule mit ca. 650 Schülern. Durch Karliwka verläuft die Regionalstraße R-11, über welche 20 km nordwestlich ein Anschluss an die M 03/E 40 zwischen Poltawa und Charkiw besteht. In entgegengesetzter Richtung trifft die Straße 28 km südöstlich in Berestyn auf die M 18/E 105 zwischen Dnipropetrowsk und Charkiw. Des Weiteren verfügt Karliwka über einen Anschluss an die Eisenbahnstrecke Poltawa–Berestyn–Donezbecken.

## Verwaltungsgliederung
Am 12. Juni 2020 wurde die Stadt zum Zentrum der neugegründeten Stadtgemeinde Karliwka (Карлівська міська громада/Karliwska miska hromada). Zu dieser zählen auch die 11 in der untenstehenden Tabelle aufgelisteten Dörfer sowie die 5 Ansiedlungen Holoborodkiwske, Iwaniwka, Mychajliwske, Solona Balka und Tahamlyzke. Bis dahin bildete sie zusammen mit den Ansiedlungen Iwaniwka und Solona Balka die gleichnamige Stadtratsgemeinde Karliwka (Карлівська міська рада/Karliwska miska rada) im Zentrum des Rajons Karliwka.
Am 17. Juli 2020 kam es im Zuge einer großen Rajonsreform zum Anschluss des Rajonsgebietes an den Rajon Poltawa.
Folgende Orte sind neben dem Hauptort Karliwka Teil der Gemeinde:
| Name                     | Name              | Name                                  |
| ukrainisch transkribiert | ukrainisch        | russisch                              |
| ------------------------ | ----------------- | ------------------------------------- |
| Babajkowe                | Бабайкове         | Бабайково (Babaikowo)                 |
| Dawydiwka                | Давидівка         | Давыдовка (Dawydowka)                 |
| Holoborodkiwske          | Голобородьківське | Голобородьковское (Goloborodkowskoje) |
| Iwaniwka                 | Іванівка          | Ивановка (Iwanowka)                   |
| Jasne                    | Ясне              | Ясное (Jasnoje)                       |
| Korolenkiwka             | Короленківка      | Короленковка (Korolenkowka)           |
| Lypjanka                 | Лип’янка          | Липянка (Lipjanka)                    |
| Maksymiwka               | Максимівка        | Максимовка (Maksimowka)               |
| Mychajliwske             | Михайлівське      | Михайловское (Michailowskoje)         |
| Pawliwschtschyna         | Павлівщина        | Павловщина (Pawlowschtschina)         |
| Popiwka                  | Попівка           | Поповка (Popowka)                     |
| Rosumiwka                | Розумівка         | Разумовка (Rasumowka)                 |
| Solona Balka             | Солона Балка      | Соленая Балка (Solenaja Balka)        |
| Tahamlyzke               | Тагамлицьке       | Тагамлыкское (Tagamlykskoje)          |
| Tarassiwka               | Тарасівка         | Тарасовка (Tarassowka)                |
| Wolodymyriwka            | Володимирівка     | Владимировка (Wladimirowka)           |

## Persönlichkeiten
- Geburtsort des sowjetischen Agrarwissenschaftlers Trofim Denissowitsch Lyssenko (1898–1976)
- Geburtsort des Politikers und sowjetischen Staatsoberhaupts Nikolai Wiktorowitsch Podgorny (1903–1983)